# Liste der Bodendenkmäler in Wasserburg (Bodensee)
Auf dieser Seite sind die Bodendenkmäler in der schwäbischen Gemeinde Wasserburg zusammengestellt. Diese Tabelle ist eine Teilliste der Liste der Bodendenkmäler in Bayern. Grundlage ist die Bayerische Denkmalliste, die auf Basis des Bayerischen Denkmalschutzgesetzes vom 1. Oktober 1973 erstmals erstellt wurde und seither durch das Bayerische Landesamt für Denkmalpflege geführt wird. Die folgenden Angaben ersetzen nicht die rechtsverbindliche Auskunft der Denkmalschutzbehörde.

## Bodendenkmäler in Wasserburg
| Lage                                                  | Objekt | Akten-Nr.     | Bild           |
| ----------------------------------------------------- | --- | ------------- | -------------- |
| Hengnau (Standort)                                    | Körpergräber des frühen Mittelalters. | D-7-8423-0001 |                |
| Selmnau (Standort)                                    | Mittelalterliche und frühneuzeitliche Befunde im Bereich der Kath. Kapelle St. Antonius                                                              | D-7-8423-0018 | weitere Bilder |
| Halbinsel Wasserburg (Standort)                       | Körpergräber des frühen Mittelalters. | D-7-8423-0021 |                |
| Halbinsel Wasserburg Halbinselstraße 74–78 (Standort) | Mittelalterliche und frühneuzeitliche Befunde im Bereich von Schloss Wasserburg und seiner Vorgängerbauten (mittelalterliche Burg mit Vorburgareal). | D-7-8423-0022 | weitere Bilder |
| Halbinsel Wasserburg Halbinselstraße 81 (Standort)    | Mittelalterliche und frühneuzeitliche Befunde im Bereich der Kath. Pfarrkirche St. Georg                                                             | D-7-8423-0023 | weitere Bilder |